# Irina Maria Bara
Irina Maria Bara (Ștei, 18 marzo 1995) è una tennista romena.

## Carriera
Irina Maria Bara ha vinto 11 titoli in singolare e 35 titoli in doppio nel circuito ITF in carriera.
Il 18 aprile 2022 ha raggiunto la sua migliore posizione nel singolare WTA, 104ª. Il 13 maggio 2019 ha invece raggiunto il miglior piazzamento mondiale nel doppio alla posizione n°56.

## Statistiche WTA

### Doppio

#### Vittorie (1)
| Legenda              |
| -------------------- |
| Grande Slam (0)      |
| Ori Olimpici (0)     |
| WTA Finals (0)       |
| WTA Elite Trophy (0) |
| Dal 2021             |
| WTA 1000 (0)         |
| WTA 500 (0)          |
| WTA 250 (1)          |

| N. | Data            | Torneo                         | Superficie  | Compagna           | Avversarie in finale                        | Punteggio        |
| 1. | 31 ottobre 2021 | Transylvania Open, Cluj-Napoca | Cemento (i) | Ekaterine Gorgodze | Aleksandra Krunić Lesley Pattinama Kerkhove | 4-6, 6-1, [11-9] |

#### Sconfitte (1)
| Legenda              |
| -------------------- |
| Grande Slam (0)      |
| Argenti Olimpici (0) |
| WTA Finals (0)       |
| WTA Elite Trophy (0) |
| Dal 2021             |
| WTA 1000 (0)         |
| WTA 500 (0)          |
| WTA 250 (1)          |

| N. | Data          | Torneo                  | Superficie  | Compagna      | Avversarie in finale               | Punteggio        |
| 1. | 6 aprile 2025 | Copa Colsanitas, Bogotà | Terra rossa | Laura Pigossi | Cristina Bucșa Sara Sorribes Tormo | 7-5, 2-6, [5-10] |

## Circuito WTA 125

### Doppio

#### Vittorie (5)
| N. | Data              | Torneo                           | Superficie  | Compagna           | Avversarie in finale                 | Punteggio        |
| 1. | 12 settembre 2021 | Open Karlsruhe, Karlsruhe        | Terra rossa | Ekaterine Gorgodze | Katarzyna Piter Mayar Sherif         | 6-3, 2-6, [10-7] |
| 2. | 7 novembre 2021   | Argentina Open, Buenos Aires     | Terra rossa | Ekaterine Gorgodze | María Carlé Despoina Papamichaīl     | 5-7, 7-5, [10-4] |
| 3. | 20 novembre 2021  | Montevideo Open, Montevideo      | Terra rossa | Ekaterine Gorgodze | Carolina Alves Marina Bassols Ribera | 6-4, 6-3         |
| 4. | 2 aprile 2022     | Andalucía Open, Marbella         | Terra rossa | Ekaterine Gorgodze | Vivian Heisen Katarzyna Kawa         | 6-4, 3-6, [10-6] |
| 5. | 20 novembre 2022  | Argentina Open, Buenos Aires (2) | Terra rossa | Sara Errani        | Jang Su-jeong You Xiaodi             | 6-1, 7-5         |

#### Sconfitte (1)
| N. | Data           | Torneo          | Superficie  | Compagna         | Avversarie in finale              | Punteggio |
| 1. | 23 luglio 2023 | Iași Open, Iași | Terra rossa | Monica Niculescu | Veronika Erjavec Dalila Jakupović | 4-6, 4-6  |

## Statistiche ITF

### Singolare

#### Vittorie (11)
| Torneo $100.000 (0) |
| Torneo $80.000 (0)  |
| Torneo $75.000 (0)  |
| Torneo $60.000 (1)  |
| Torneo $50.000 (0)  |
| Torneo $40.000 (0)  |
| Torneo $25.000 (4)  |
| Torneo $15.000 (0)  |
| Torneo $10.000 (6)  |

| N.  | Data              | Torneo                                       | Superficie  | Avversaria in finale         | Punteggio        |
| 1.  | 17 giugno 2013    | ITF Women's Circuit Bucarest, Bucarest       | Terra rossa | Laura Ioana Andrei           | 6-4, 6-4         |
| 2.  | 9 dicembre 2013   | GD Tennis Academy, Adalia                    | Terra rossa | Hikari Yamamoto              | 6-4, 6-1         |
| 3.  | 9 novembre 2014   | GD Tennis Academy, Adalia                    | Terra rossa | Melis Sezer                  | 6–3, 6–2         |
| 4.  | 12 aprile 2015    | Forte Village International Tournament, Pula | Terra rossa | Stefania Rubini              | 6–1, 7–5         |
| 5.  | 31 maggio 2015    | GD Tennis Academy, Adalia                    | Terra rossa | María Fernanda Álvarez Terán | 6(3)–7, 6–1, 6–0 |
| 6.  | 10 aprile 2016    | Hammamet Open, Hammamet                      | Terra rossa | Tamara Zidanšek              | 6–3, 6–3         |
| 7.  | 17 settembre 2016 | Hódmezővásárhely Open, Hódmezővásárhely      | Terra rossa | Dejana Radanović             | 7–5, 6–4         |
| 8.  | 20 maggio 2017    | Rising Star Tour, Båstad                     | Terra rossa | Kathinka von Deichmann       | 7-6(6), 4-6, 6-2 |
| 9.  | 26 novembre 2017  | Open Ciudad de Valencia, Valencia            | Terra rossa | Olga Danilović               | 5–7, 6–4, 6–0    |
| 10. | 30 aprile 2023    | Istanbul Cup, Istanbul                       | Terra rossa | Berfu Cengiz                 | 6(2)-7, 6-4, 6-1 |
| 11. | 29 ottobre 2023   | Women's Heraklion, Heraklion                 | Terra rossa | Andreea Mitu                 | 6-2, 6-1         |

#### Sconfitte (18)
| Torneo $100.000 (2) |
| Torneo $80.000 (1)  |
| Torneo $75.000 (0)  |
| Torneo $60.000 (5)  |
| Torneo $50.000 (0)  |
| Torneo $40.000 (0)  |
| Torneo $25.000 (4)  |
| Torneo $15.000 (0)  |
| Torneo $10.000 (6)  |

| N.  | Data              | Torneo                                                          | Superficie      | Avversaria in finale   | Punteggio           |
| 1.  | 14 luglio 2014    | Trofeul Municipiului Galati, Galați                             | Terra rossa     | Patricia Maria Țig     | 6(3)-7, 6-3, 2-6    |
| 2.  | 23 novembre 2014  | GD Tennis Academy, Adalia                                       | Terra rossa     | Kristína Schmiedlová   | 3–6, 2–6            |
| 3.  | 7 giugno 2015     | Trofeul Municipiului Galati, Galați                             | Terra rossa     | Diana Buzean           | 3–6, 6–4, 3–6       |
| 4.  | 27 settembre 2015 | Varna Open, Varna                                               | Terra rossa     | Isabella Šinikova      | 6(2)-7, 4-6         |
| 5.  | 6 marzo 2016      | Open Tarragona, Tarragona                                       | Terra rossa     | Joséphine Boualem      | 6(4)-7, 7–6(1), 2–6 |
| 6.  | 20 marzo 2016     | Hammamet Open, Hammamet                                         | Terra rossa     | Isabella Šinikova      | 1-6, 6-4, 6(2)-7    |
| 7.  | 30 aprile 2017    | Forte Village International Tournament, Pula                    | Terra rossa     | Giulia Gatto-Monticone | 6-3, 5-7, 4-6       |
| 8.  | 15 aprile 2018    | Audi Melbourne Pro Tennis Classic, Indian Harbour Beach         | Terra verde     | Caroline Dolehide      | 4-6, 5-7            |
| 9.  | 17 giugno 2018    | Hódmezővásárhely Ladies Open, Hódmezővásárhely                  | Terra rossa     | Mariana Duque Mariño   | 6–4, 5–7, 2–6       |
| 10. | 20 ottobre 2019   | Kiskút Open, Székesfehérvár                                     | Terra rossa (i) | Nicoleta Dascălu       | 5–7, 2–6            |
| 11. | 20 settembre 2020 | Open GDF SUEZ de Cagnes-sur-Mer Alpes-Maritimes, Cagnes-sur-Mer | Terra rossa     | Sara Sorribes Tormo    | 3-6, 4-6            |
| 12. | 16 maggio 2021    | FineMark Women's Pro Tennis Championship, Bonita Springs        | Terra verde     | Katie Volynets         | 7-6(4), 6(2)-7, 1-6 |
| 13. | 23 aprile 2023    | Koper Open, Capodistria                                         | Terra rossa     | Aliona Bolsova         | 6-3, 2-6, 1-4, rit. |
| 14. | 21 maggio 2023    | Haci Esmer Avci Tennis Cup, Bodrum                              | Terra rossa     | María Carlé            | 4-6, 4-6            |
| 15. | 13 ottobre 2024   | ForteVillage ITF Trophy, Pula                                   | Terra rossa     | Matilde Paoletti       | 6-3, 2-6, 2-6       |
| 16. | 20 ottobre 2024   | Heraklion Women's, Heraklion                                    | Terra rossa     | Oleksandra Olijnjkova  | 4-6, 1-6            |
| 17. | 2 marzo 2025      | Antalya Series, Adalia                                          | Cemento         | Amarissa Tóth          | 3-6, 3-6            |
| 18. | 27 aprile 2025    | Boyd Tinsley Women's Clay Court Classic, Charlottesville        | Terra verde     | Iva Jovic              | 0-6, 1-6            |

### Doppio

#### Vittorie (35)
| Torneo $100.000 (2) |
| Torneo $80.000 (2)  |
| Torneo $75.000 (0)  |
| Torneo $60.000 (7)  |
| Torneo $50.000 (0)  |
| Torneo $40.000 (1)  |
| Torneo $25.000 (8)  |
| Torneo $15.000 (0)  |
| Torneo $10.000 (15) |

| N.  | Data              | Torneo                                                  | Superficie      | Compagna              | Avversarie in finale                            | Punteggio              |
| 1.  | 8 aprile 2013     | GD Tennis Academy, Adalia                               | Cemento         | Diana Buzean          | Beatriz Haddad Maia Bárbara Luz                 | 7–5, 6–1               |
| 2.  | 8 luglio 2013     | Trofeul Municipiului Iași, Iași                         | Terra rossa     | Diana Buzean          | Anita Husarić Kateryna Sliusar                  | 6–2, 6–1               |
| 3.  | 5 agosto 2013     | Trofeul Ilie Nastase, Arad                              | Terra rossa     | Diana Buzean          | Cristina Adamescu Ana Bianca Mihaila            | 6–4, 6–3               |
| 4.  | 19 agosto 2013    | ITF Women's Circuit Bucarest, Bucarest                  | Terra rossa     | Ioana Loredana Roșca  | Raluca Elena Platon Patricia Maria Țig          | 6–4, 6–4               |
| 5.  | 7 ottobre 2013    | Ruse Open, Ruse                                         | Terra rossa     | Eva Wacanno           | Lina Ǵorčeska Camelia Hristea                   | 6–1, 6–2               |
| 6.  | 16 dicembre 2013  | GD Tennis Academy, Adalia                               | Terra rossa     | Conny Perrin          | Gabriela Talabă Patricia Maria Țig              | 6–3, 6–1               |
| 7.  | 4 agosto 2014     | Trofeul Ilie Nastase, Arad                              | Terra rossa     | Diana Buzean          | Lina Ǵorčeska Camelia Hristea                   | 4–6, 7–5, [10–6]       |
| 8.  | 30 agosto 2014    | Mamaia Idu Trophy, Mamaia                               | Terra rossa     | Andreea Mitu          | Georgia Andreea Craciun Patricia Maria Tig      | 6-4, 6-1               |
| 9.  | 19 settembre 2014 | Izida Cup, Dobrič                                       | Terra rossa     | Andreea Mitu          | Réka-Luca Jani Isabella Šinikova                | 7-5, 7-6(5)            |
| 10. | 9 novembre 2014   | GD Tennis Academy, Adalia                               | Terra rossa     | Melis Sezer           | Lisa Ponomar Shakhlo Saidova                    | w/o                    |
| 11. | 8 dicembre 2014   | GD Tennis Academy, Adalia                               | Terra rossa     | Diana Buzean          | Magdalena Stoilkovska Elke Tiel                 | 6-2, 6-4               |
| 12. | 21 febbraio 2015  | ITF Women's Circuit Palma Nova, Palma Nova              | Terra rossa     | Ágnes Bukta           | Ana Bianca Mihăilă Gabriela Pantůčková          | 6–1, 6–1               |
| 13. | 28 febbraio 2015  | ITF Women's Circuit Palma Nova, Palma Nova              | Terra rossa     | Ágnes Bukta           | Kim Grajdek Akvilė Paražinskaitė                | 6-2, 6-4               |
| 14. | 6 aprile 2015     | Forte Village International Tournament, Pula            | Terra rossa     | Oana Georgeta Simion  | Margot Yerolymos Kimberley Zimmermann           | 7–5, 6–4               |
| 15. | 20 aprile 2015    | Forte Village International Tournament, Pula            | Terra rossa     | Mihaela Buzărnescu    | Corinna Dentoni Claudia Giovine                 | 6–3, 2–6, [10–4]       |
| 16. | 25 settembre 2015 | Varna Open, Varna                                       | Terra rossa     | Isabella Šinikova     | Julieta Lara Estable Ana Victoria Gobbi Monllau | 7–5, 4–6, [10–4]       |
| 17. | 4 marzo 2016      | Open Tarragona, Tarragona                               | Terra rossa     | Alyona Sotnikova      | Georgina García Pérez Olga Sáez Larra           | 7–5, 3–6, [10–8]       |
| 18. | 10 aprile 2016    | Hammamet Open, Hammamet                                 | Terra rossa     | Alice Bacquie         | Inès Ibbou Kelia Le Bihan                       | 6–1, 6–0               |
| 19. | 2 luglio 2016     | Bella Cup, Toruń                                        | Terra rossa     | Valeria Savinykh      | Akgul Amanmuradova Valentyna Ivakhnenko         | 6–3, 4–6, [10–7]       |
| 20. | 7 agosto 2016     | Knoll Open, Bad Saulgau                                 | Terra rossa     | Oleksandra Korashvili | Nicola Geuer Anna Zaja                          | 7–5, 4–6, [10–4]       |
| 21. | 23 ottobre 2016   | Soho Square Ladies Tournament, Sharm el-Sheikh          | Cemento         | Alona Fomina          | Guadalupe Pérez Rojas Jil Teichmann             | 6-2, 6-1               |
| 22. | 29 aprile 2017    | Forte Village International Tournament, Pula            | Terra rossa     | Tereza Mrdeža         | Sara Cakarevic Nicoleta Dascălu                 | 6-4, 6-2               |
| 23. | 12 maggio 2017    | Dunakeszi Open, Dunakeszi                               | Terra rossa     | Mihaela Buzărnescu    | Daiana Negreanu Oana Georgeta Simion            | 1-6, 6-1, [10-3]       |
| 24. | 1º settembre 2017 | Ladies Open Dunakeszi, Dunakeszi                        | Terra rossa     | Chantal Škamlová      | Alexandra Cadanțu Tereza Smitková               | 7-6(7), 6-4            |
| 25. | 16 settembre 2017 | Open GDF SUEZ de Biarritz, Biarritz                     | Terra rossa     | Mihaela Buzărnescu    | Cristina Bucșa Isabelle Wallace                 | 6-3, 6-1               |
| 26. | 14 aprile 2018    | Audi Melbourne Pro Tennis Classic, Indian Harbour Beach | Terra verde     | Sílvia Soler Espinosa | Jessica Pegula Maria Sanchez                    | 6-4, 6-2               |
| 27. | 15 settembre 2018 | Open GDF SUEZ de Biarritz, Biarritz                     | Terra rossa     | Valentina Ivachnenko  | Ysaline Bonaventure Helène Scholsen             | 6-4, 6-1               |
| 28. | 28 settembre 2019 | BBVA Open Ciudad de Valencia, Valencia                  | Terra rossa     | Rebeka Masarova       | Andrea Gámiz Seone Mendez                       | 6-4, 7-6(2)            |
| 29. | 19 ottobre 2019   | Kiskút Open, Székesfehérvár                             | Terra rossa (i) | Maryna Zanevs'ka      | Akgul Amanmuradova Elena Bogdan                 | 3-6, 6-2, [10-8]       |
| 30. | 22 aprile 2023    | Koper Open, Capodistria                                 | Terra rossa     | Andreea Mitu          | Suzan Lamens Kaylah McPhee                      | 6-2, 6-3               |
| 31. | 9 settembre 2023  | ALPSTAR Ladies Open Vienna, Vienna                      | Terra rossa     | Weronika Falkowska    | Melanie Klaffner Sinja Kraus                    | 6-3, 2-6, [13-11]      |
| 32. | 5 novembre 2023   | Heraklion Women's, Heraklion                            | Terra rossa     | Dalila Jakupović      | Oana Gavrilă Sapfo Sakellaridi                  | 3-6, 7-6(6), [10-8]    |
| 33. | 9 marzo 2024      | MSLTA NDHTA ITF, Nagpur                                 | Cemento         | Dalila Jakupovič      | Ku Yeon-woo Justina Mikulskytė                  | 6(8)-7, 7-6(5), [10-7] |
| 34. | 15 giugno 2024    | Engie Open de Biarritz, Biarritz                        | Terra rossa     | Andreea Mitu          | Estelle Cascino Carole Monnet                   | 6-3, 3-6, [10-7]       |
| 35. | 15 marzo 2025     | Székesfehérvár Open, Székesfehérvár                     | Terra rossa (i) | Ekaterine Gorgodze    | Luca Udvardy Panna Udvardy                      | 6(7)-7, 6-3, [10-3]    |

#### Sconfitte (20)
| Torneo $100.000 (1) |
| Torneo $80.000 (0)  |
| Torneo $75.000 (0)  |
| Torneo $60.000 (1)  |
| Torneo $50.000 (0)  |
| Torneo $40.000 (2)  |
| Torneo $25.000 (6)  |
| Torneo $15.000 (0)  |
| Torneo $10.000 (10) |

| N.  | Data              | Torneo                                                 | Superficie  | Compagna             | Avversarie in finale                  | Punteggio           |
| 1.  | 15 dicembre 2012  | GD Tennis Academy, Adalia                              | Terra rossa | Ioana Loredana Roșca | Justine De Sutter Katerina Stewart    | 5–7, 4–6            |
| 2.  | 15 aprile 2013    | GD Tennis Academy, Adalia                              | Cemento     | Diana Buzean         | Andrea Benítez Carla Forte            | 2–6, 4–6            |
| 3.  | 27 gennaio 2014   | GD Tennis Academy, Adalia                              | Terra rossa | Diana Buzean         | Svjatlana Piraženka Aljona Sotnikova  | 5–7, 6–1, [7–10]    |
| 4.  | 11 maggio 2014    | Zlatni Rat Cup, Bol                                    | Terra rossa | Raluca Elena Platon  | Pernilla Mendesova Patricia Maria Țig | w/o                 |
| 5.  | 26 luglio 2014    | Palic Open, Palić                                      | Terra rossa | Camelia Hristea      | Lina Ǵorčeska Elizaveta Iančuk        | 4–6, 1–6            |
| 6.  | 16 novembre 2014  | GD Tennis Academy, Adalia                              | Terra rossa | Melis Sezer          | Valeria Prosperi Arina Folts          | 6–3, 6(4)–7, [5–10] |
| 7.  | 14 febbraio 2015  | ITF Women's Circuit Palma Nova, Palma Nova             | Terra rossa | Ágnes Bukta          | Amanda Carreras Alice Savoretti       | 4–6, 1–6            |
| 8.  | 30 marzo 2015     | Forte Village International Tournament, Pula           | Terra rossa | Lilla Barzó          | Claudia Giovine Kimberley Zimmermann  | 6(4)-7, 3-6         |
| 9.  | 30 maggio 2015    | GD Tennis Academy, Adalia                              | Terra rossa | Tea Faber            | Francesca Palmigiano Carla Touly      | 4–6, 0–6            |
| 10. | 13 maggio 2015    | Trofeul Municipiului Galați, Galați                    | Terra rossa | Diana Buzean         | Cristina Dinu Lina Ǵorčeska           | 4–6, 2–6            |
| 11. | 21 maggio 2016    | Rising Star Tour, Båstad                               | Terra rossa | Melanie Stokke       | Emilie Francati Cornelia Lister       | 2-6, 4-6            |
| 12. | 30 maggio 2016    | Hódmezővásárhely Ladies Open, Hódmezővásárhely         | Terra rossa | Lina Ǵorčeska        | Laura Pigossi Nadia Podoroska         | 3-6, 0-6            |
| 13. | 26 giugno 2016    | Lenzerheide Open, Lenzerheide                          | Terra rossa | Elyne Boeykens       | Tadeja Majerič Aleksandrina Najdenova | 5-7, 6-1, [8-10]    |
| 14. | 4 settembre 2016  | Mamaia Idu Trophy, Mamaia                              | Terra rossa | Mihaela Buzărnescu   | Vivien Juhászová Kateřina Kramperová  | 6(3)-7, 6-2, [7-10] |
| 15. | 12 settembre 2016 | Hódmezővásárhely Open, Hódmezővásárhely                | Terra rossa | Elena Bogdan         | Conny Perrin Chantal Škamlová         | 4-6, 2-6            |
| 16. | 17 febbraio 2017  | Perth Tennis International, Perth                      | Cemento     | Prarthana Thombare   | Junri Namigata Riko Sawayanagi        | 6(5)–7, 6–4, [9–11] |
| 17. | 24 settembre 2017 | Open GDF SUEZ de Bretagne, Saint-Malo                  | Terra rossa | Mihaela Buzărnescu   | Diāna Marcinkēviča Daniela Seguel     | 3-6, 3-6            |
| 18. | 17 aprile 2022    | U.S. Pro Women's Clay Court Championships, Palm Harbor | Terra verde | Lucrezia Stefanini   | Sophie Chang Angela Kulikov           | 4-6, 6-3, [8-10]    |
| 19. | 25 marzo 2023     | TK Brankit Open, Maribor                               | Cemento (i) | Andreea Mitu         | Sof'ja Lansere Anastasija Tichonova   | 3-6, 2-6            |
| 20. | 6 settembre 2024  | Naparis Trophy, Slobozia                               | Terra rossa | Ekaterine Gorgodze   | Briana Szabó Patricia Maria Țig       | 4-6, 5-7            |